# Гугняк, Яков Анисимович
Яков Анисимович Гугняк — советский военный и государственный деятель, генерал-лейтенант. Участник Великой Отечественной войны. Член КПСС. Делегат XXIII съезда КПСС.

## Биография
Родился в 1919 году в деревне Кугаево Дубынской волости Ишимского уезда Тюменской губернии.
Окончил Военную академию имени Фрунзе.
В годы Великой Отечественной войны помощник начальника 1-го отдела 11-го гвардейского стрелкового корпуса
В 1963—1965 — командир 11-й гвардейской мотострелковой дивизии.
В 1965—1968 — командир 86-го армейского корпуса.
В 1968—1972 — первый заместитель командующего Забайкальским военным округом.
В 1972—1976 — первый заместитель командующего Южной группы войск.
Умер в 1991 году в Киеве.

## Награды
- Орден Ленина
- Орден Отечественной войны I степени
- Орден Отечественной войны II степени
- Орден Красной Звезды (дважды)
- Орден За службу Родине в Вооружённых Силах СССР 3 степени